# Killeen
Killeen ist eine Stadt im Bell County im US-Bundesstaat Texas in den Vereinigten Staaten. Sie liegt etwa 90 km nördlich von Austin und 200 km südsüdwestlich von Fort Worth/Dallas. Das U.S. Census Bureau hat bei der Volkszählung 2020 eine Einwohnerzahl von 153.095 ermittelt.

## Geschichte
1881 verlängerte die Gulf, Colorado and Santa Fe Railway ihre Strecken durch das zentrale Texas und kaufte 360 Hektar Land ein paar Kilometer südwestlich von einer kleinen Gemeinde namens Palo Alto, die bereits seit etwa 1872 existierte. Die Eisenbahn baute dort eine kleine Ortschaft und benannte sie nach Frank P. Killeen, dem stellvertretenden Generaldirektor der Eisenbahn. Am 16. Oktober 1991 fand der Amoklauf von Killeen statt, bei dem 24 Menschen getötet wurden.

## Demographie
Laut dem United States Census 2000 lebten 86.911 Einwohner in 32.447 Haushalten und 22.972 Familien. Die Bevölkerung setzte sich aus 45,78 % Weißen, 33,49 % Schwarzen und 4,33 % Asiaten zusammen. Hispanics oder Latinos stellten 17,80 % der Bevölkerung. Das Pro-Kopf-Einkommen betrug 15.323 US-Dollar und 11,2 % der Familien sowie 12,9 % der Bevölkerung lebte unter der Armutsgrenze.
Im Jahr 2014 hatte Killeen mit 28,9 % der Bevölkerung den höchsten Anteil an Veteranen in den USA.

## Bildung
Die Tarleton State University hat einen Campus in Killeen.

## Kriminalität
Im Jahr 2005 litt die Stadt unter Einbruch- und Diebstahl-Raten, die sowohl Houston wie Detroit übertrafen. Während der nationale Durchschnitt im Jahr 2005 bei 814,5 Einbrüchen pro 100.000 Bewohnern lag, wurden in Killeen 2107,7 Einbrüche pro 100.000 Bewohner gemeldet. Bei den Diebstählen lag der nationale Durchschnitt bei 2734,4 pro 100.000 Bewohnern, während Killeen 3698,1 Diebstähle pro 100.000 Bewohner zu vermelden hatte.

## Söhne und Töchter der Stadt
- Oveta Culp Hobby (1905–1995), erste Gesundheits-, Bildungs- und Wohlfahrtsministerin der Vereinigten Staaten
- Maura Haponski (* 1957), Rennrodlerin
- Robert Shane Kimbrough (* 1967), Astronaut
- Mike Stulce (* 1969), Leichtathlet und Olympiasieger im Kugelstoßen 1992
- Omar Craddock (* 1991), Dreispringer